# Bodensatztheorie
Die Bodensatztheorie ist eine Theorie, die die gedankliche Grundlage für die Fristentransformation bei Kreditinstituten bildet.

## Allgemeines
Die Bodensatztheorie gehört zu den klassischen Theorien über Refinanzierungsrisiken der Kreditinstitute. Otto Hübner verlangte in seinem zweibändigen Werk „Die Banken“ (1854) mit der Goldenen Bankregel noch vollständige Fristenkongruenz. Ziel der Fristenkongruenz ist die totale Übereinstimmung der Fristen von Kapitalbindung und Kapitalüberlassung von Aktiva und Passiva in der Bilanz. Dabei sind kurzfristige Kredite auch durch kurzfristige Einlagen, langfristige Kredite entsprechend durch langfristige Einlagen refinanziert. Hübner lehnte eine Fristentransformation sogar strikt ab: „Die Bank kann, wenn sie auf drei Monate Gelder deponiert erhält, ohne Gefahr dieselben nicht auf sechs Monate ausborgen“. Bereits drei Jahre später rückte Adolf Wagner in seinem 1857 veröffentlichten Buch „Beiträge zu Lehre von den Banken“ teilweise hiervon ab.

## Inhalt
Wagner hatte beobachtet, dass bei Kreditinstituten ein systematischer Unterschied zwischen den formellen und den materiellen (tatsächlichen) Laufzeiten von Einlagen besteht. Formelle Laufzeiten und Kündigungsfristen etwa von Spareinlagen sind die zwischen Kreditinstitut und Sparer vereinbarten. Nach Ende der Laufzeit beziehungsweise ohne Wahrnehmung der Kündigungsmöglichkeit verbleibt jedoch tatsächlich ein Teil der Einlagen auf den Konten und wird nicht abgerufen. Nicht alle Einlagen werden gleichzeitig von den Gläubigern gekündigt oder abgehoben (Prolongationsprinzip), während Abhebungen teilweise durch Einzahlungen kompensiert werden (Substitutionsprinzip). Bei der Gesamtheit der Depositen gilt die Wahrscheinlichkeitstheorie, wobei die Kontobewegungen einzelner Einleger von Wagner als voneinander unabhängige Zufallsvariablen angesehen wurden. Das Gesetz der großen Zahlen kann im Bankwesen angewandt werden, weil Banken über eine sehr große Zahl sich voneinander unabhängig verhaltender geldanlegender Bankkunden verfügen. Die Akkumulation vieler kurzfristiger Einlagen bewirkt, dass die Ein- und Auszahlungen relativ stetig und gut prognostizierbar sind. Die Bankkunden heben – in Normalzeiten – nicht alle täglich fälligen Einlagen gleichzeitig und unabhängig voneinander ab, sondern es verbleibt durch Prolongationen und Substitutionen ein stabiles Sockelguthaben – der Bodensatz. Damit verhalten sich die Geldanleger statistisch unabhängig voneinander und bewirken so die Erfüllung des Erwartungswerts (Bodensatz) aus dem Gesetz der großen Zahlen. Auszahlungen und Einzahlungen gleichen sich bei normalverteilten Schwankungen aus, wobei sich ein Guthaben-Sockel bildet. Dieser Bodensatz ist dabei die Residualgröße, die sich als positiver Unterschiedsbetrag zwischen den formellen und den tatsächlichen Laufzeiten ergibt. Die Bargeldbestände eines Kreditinstituts müssen entsprechend über diesem Schwankungsbereich liegen, der über den Bodensatz hinausgeht.

## Fristentransformation
Wird nun dieser Bodensatz deckungsgleich (kongruent) zur formellen Laufzeit der Geldanlage als Kredit ausgeliehen, liegt noch Fristenkongruenz vor. Fristentransformation beginnt erst, wenn eine Bank die (formal) kurz- oder mittelfristige Geldanlage tatsächlich langfristig als Kredit ausleiht und damit die Fristen nicht mehr gleichhält und umwandelt. Die Bodensatztheorie berücksichtigt dabei die Tatsache, dass Einlagen zumindest teilweise länger als ihre nominale Bindungsdauer zur Verfügung stehen.
Ein Beispiel sind Girokonten, auf denen Guthaben normalerweise länger als die eintägige Kündigungsfrist für Sichteinlagen verbleiben. Der Teil der nominal kurzfristigen Einlagen, der nicht sofort wieder abgezogen wird, kann als Bodensatz zur Refinanzierung längerfristiger Anlagen wie Kredite oder Wertpapierbestände verwendet werden.

## Modifizierungen der Theorie
Durch Karl Knies wurde 1873 die Bodensatztheorie erweitert, als er auf die liquiditätspolitische Bedeutung des Aktivgeschäfts der Banken in seiner Realisations- oder Shiftabilitytheorie hinwies. Konkret konnten die Banken durch die Gründung der Reichsbank im März 1875 auf eine weitere Refinanzierungsquelle zurückgreifen, so dass sich die Institute nicht mehr auf Einlagen als alleinige Quelle stützen mussten. Durch die Rediskontierung von Wechseln hatte die Reichsbank den Instituten eine Quelle der Beschaffung von Zentralbankgeld zur Verfügung gestellt, bei der sie auch durch Monetarisierung von zirkulationsfähigen Aktiva wie Wechseln Liquidität schaffen konnten.
Die Goldene Bankregel, Bodensatztheorie und die Realisationstheorie unterstellen eine dauerhafte Normalsituation, wie sie der Normalverteilung zugrunde liegt. Wolfgang Stützel versuchte mit seinem Extremszenario der Maximalbelastungstheorie 1959 den plötzlichen Abzug aller Bankeinlagen zu berücksichtigen. Nach seiner Hypothese werden die Einlagen weder prolongiert noch substituiert. Die Maximalbelastung liege nun darin, dass alle Einleger ihre Guthaben bei Fälligkeit auch abheben wollen. Da die Banken jedoch aufgrund der Bodensatztheorie Fristen im Aktivgeschäft transformiert hätten, könnten sie zur Deckung ihres Liquiditätsbedarfs Kredite oder sonstige Aktivpositionen vor ihrer Fälligkeit nur mit Verlusten (Disagio) veräußern. Wenn die Summe dieser Verluste das Eigenkapital der Institute nicht überschreite, seien die Voraussetzungen seiner Maximalbelastungstheorie erfüllt. Danach muss die Anlagepolitik von einer Bank „stets so betrieben werden, dass das Risiko, in eine Situation zu geraten, in der die Solvabilitätsbilanz keinen Überschuss mehr aufweist, mit an Sicherheit grenzender Wahrscheinlichkeit ausgeschlossen bleibt“. Stützel hat gezeigt, dass die Bodensatztheorie in Krisenzeiten, insbesondere wenn es zu einem Bank Run kommt, nicht anwendbar ist.

## Aufsichtsrechtliche Anerkennung
Die Bodensatztheorie hat bankaufsichtsrechtliche Anerkennung bereits seit Januar 1962 im früheren Grundsatz II für deutsche Kreditinstitute gefunden und wurde in der seit Januar 2007 in Kraft befindlichen Liquiditätsverordnung übernommen. Hiernach gelten gemäß § 4 Abs. 1 LiqV 10 % der täglich fälligen Kundeneinlagen und 10 % der Spareinlagen auch als täglich fällig (Laufzeitband 1). Demnach können hiervon entsprechend jeweils 90 % über das Laufzeitband 1 hinaus als mittel- oder langfristige Kredite ausgeliehen werden.